# Best of Russia
Best of Russia (Лучшие фотографии России) — ежегодный всероссийский фотоконкурс, проводившийся центром современного искусства Винзавод при поддержке Министерства культуры РФ.

## Описание
Фотоконкурс «Лучшие фотографии России» был организован в 2008 году.
Заявленной целью конкурса является фиксация наиболее значимых событий в современной истории России и создание уникального по своему составу и значимости фотоархива.
В 2018 году фотоконкурс был проведён в последний раз.

## Основные этапы

### Прием фотографий
Пользователь представляет к участию не более 5 фотографий на официальном сайте фотоконкурса. Прием осуществляется по следующим основным категориям:
- Архитектура
- Природа
- Люди. События. Жизнь
- Стиль
- Специальная тема — определяется организаторами конкурса.

Каждый посетитель сайта может проголосовать за фотоработу без ограничений.

### Голосование жюри
Победителями становятся авторы лучших фотографий по мнению организатора проекта и приглашенного организаторами жюри.
О победе авторы уведомляются по электронной почте.

### Выставка
Основная площадка открытия и проведения выставки является выставочный зал центра современного искусства «Винзавод» в Москве.
После окончания работы выставки в Москве, экспонируется на разных крупнейших выставочных площадках России:
- Санкт-Петербург
- Новосибирск[11][12]
- Калининград
- Пермь[13]
- Екатеринбург[14]
- Ульяновск

Также выставка экспонировалась за рубежом:
- Париж
- Эр-Рияд

### Итоговый альбом
Итоговый альбом составляется из всех фотографий по результатам отборочного тура.
Презентация альбома проходит во время церемонии открытия выставки.
Каждый автор победившей фотографии получает альбом в подарок.
Альбом также можно приобрести в книжных магазинах Москвы.

## Жюри конкурса
Состав жюри с каждым годом может меняться, ниже представлен список некоторых членов прошлых конкурсов:
- Бояков Эдуард Владиславович — продюсер, театральный режиссёр, театральный педагог
- Будберг Александр Петрович — российский журналист, политический обозреватель газеты «Московский комсомолец»
- Варламов Илья Александрович — российский общественный деятель, журналист и предприниматель
- Вяткин Владимир Юрьевич — российский фотожурналист
- Гурович Игорь Витальевич — российский художник-график и дизайнер
- Озерков Дмитрий Юрьевич — российский искусствовед, куратор, заведующий Отделом современного искусства Государственного Эрмитажа
- Пономарёв Сергей Игоревич — российский фотожурналист
- Троценко Софья Сергеевна — российский арт-продюсер, основатель Центра современного искусства «Винзавод», президент Фонда поддержки современного искусства «Винзавод», советник Министра культуры РФ
- Церетели Василий Зурабович — российский художник, исполнительный директор Московского музея современного искусства, член Президиума Российской академии художеств

## Критика
В 2017 году президент РФ Владимир Путин поздравил участников и организаторов с 10-летним юбилеем проекта Best of Russia и высоко оценил ценность проекта:

Этот масштабный творческий замысел объединяет тысячи людей из разных регионов, дарит им прекрасную возможность представить на суд профессионалов и любителей фотоискусства свои работы. Талантливые и самобытные, они рассказывают о значимых событиях в жизни страны, о красоте природы и уникальных памятниках истории и архитектуры, создают многогранный, удивительно искренний и правдивый образ нашей Родины.
— Владимир Путин, телеграмма участникам и организаторам Всероссийского ежегодного проекта "Лучшие фотографии России"
В 2014 году выставку посетил заместитель Министра культуры РФ Елена Миловзорова:

С первого года возникновения этого проекта Министерство культуры его поддерживает и считает одним из приоритетных. Его отличительная особенность в том, что с каждым годом он приобретает не только все более широкую аудиторию, но и географию нашей страны.
— Елена Миловзорова